# يانكو بوير
يانكو بوير (1920 – 1988) هو سبّاح يوغوسلافي راحل، مثّل بلاده في الألعاب الأولمبية الصيفية 1948.

## روابط خارجية
يانكو بوير على موقع الاتحاد الدولي للسباحة (الإنجليزية)
- يانكو بوير على موقع أوليمبيديا (الإنجليزية)